# Denní hlasatel
Denní hlasatel byly české krajanské noviny vydávané v Chicagu v letech 1891–1994.

## Historie

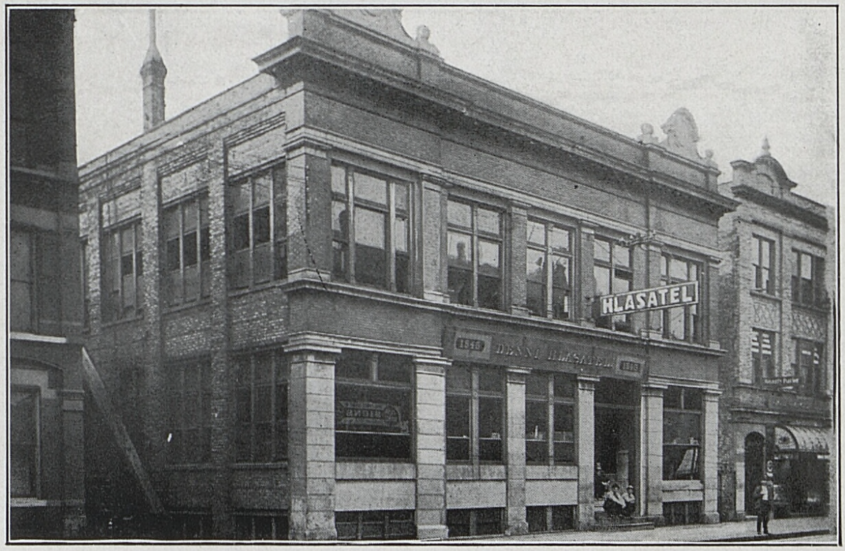
Sídlo redakce Denního hlasatele v Chicagu (cca 1920)

První číslo Denního hlasatele vyšlo 1. května 1891. List původně vycházel denně, navíc v neděli od roku 1898 Nedělní hlasatel s vlastním číslováním a rovněž týdeník Hlasatel s vlastním číslováním. V předválečném období se Deník stal významným médiem.
Po listopadu 1989 se list stavěl velmi kriticky k domácímu politickému vývoji, kritický postoj však postupné přerůstal v osobní urážky politiků, v projevy otevřeně antisemitské apod. Roku 1994 Denní hlasatel zanikl (číslo 22/1994 bylo poslední), avšak vydavatelství Denní hlasatel Printing and Publishing pokračovalo ve vydávání Nedělního hlasatele.